# Pocillopora damicornis
Pocillopora damicornis — вид мадрепорових коралів родини Pocilloporidae.

## Поширення
Вид поширений на коралових рифах в Індійському і Тихому океанах від Східної Африки та Червоного моря до Гавайських островів та західного узбережжя Центральної Америки. Трапляється на глибині від 5 до 40 метрів.

## Опис
Корал утворює кулясті колонії до 30 см у діаметрі. Забарвлення колонії залежить від умов проживання. Може бути зеленкуватого, рожевого, жовто-коричневого або світло-коричневого кольору. Поліпи живляться планктоном. У тканинах поліпів живуть симбіотичні водорості зооксантели. Завдяки фотосинтезу ці водорості можуть виробляти багаті енергією молекули, які поліпи успішно асимілюють.